# Andics Tibor
Andics Tibor (Szombathely, 1960. december 19. –) magyar színész.

## Életpályája
Szombathelyen született 1960. december 19-én. 1985 és 1988 között a zalaegerszegi Nádasdy Kálmán Színészképző Stúdió növendéke,  1985-től a Hevesi Sándor Színház társulatának tagja, 1992-től színművésze. Leginkább karakterszerepeket alakít. Darabok színpadra alkalmazásával is foglalkozik. (Szabó Magda – Hajdu Sándor: Sziget-kék című zenés mesejáték)

## Fontosabb színházi szerepei
- Pierre-Augustin Caron de Beaumarchais: Figaro házassága... Don Gusman Y Mamlasz
- Ariano Suassuna: A kutya testamentuma... Démon
- Romain Rolland: A szerelem és a halál játéka... Timoleon
- Carlo Goldoni: Két úr szolgája... Első hordár
- Móricz Zsigmond: Légy jó mindhalálig... Nagy úr, VIII. o.
- Móricz Zsigmond: Úri muri... Mákos Bácsi
- Thomas Mann: Mario és a varázsló... I. siheder
- Alekszandr Iszajevics Szolzsenyicin: A kopasz és a lágerkurva avagy /A munka köztársasága/... Makar Munica, fogoly, vasöntő munkás
- Molière: Scapin furfangjai... Argante; Carle
- Giulio Scarnacci – Renzo Tarabusi: Kaviár és lencse... Vittorio, újságkihordó
- Csukás István – Darvas Ferenc: Ágacska... Dani kacsa
- Neil Simon: Furcsa pár... Roy
- William Shakespeare: Rómeó és Júlia... Péter, a Dada szolgája
- William Shakespeare: Macbeth... 2. Gyilkos
- William Shakespeare: Makrancos hölgy, avagy a személyiség megzabolázása... Biondello
- William Shakespeare: Sok hűhó semmiért... 1. őr
- William Shakespeare: III. Richárd... Második gyilkos
- William Shakespeare: A windsori víg nők... Bardolph, Falstaff cimborája
- Nyikolaj Vasziljevics Gogol: A revizor... Sztyepan Iljics Uhovjortov (rendőrkapitány)
- Presser Gábor – Horváth Péter – Sztevanovity Dusán: A padlás... Lámpás
- Déry Tibor – Presser Gábor – Adamis Anna – Pós Sándor: Képzelt riport egy amerikai popfesztiválról... Frantisek
- Presser Gábor – Varró Dániel: Túl a Maszat-hegyen... Turgenyev (a burgonya); Pacaporkoláb
- Lázár Ervin: Dömdödöm... Szörnyeteg Lajos
- Illés Endre – Vas István: Trisztán... Ogrin, törpe
- Szirmai Albert – Bakonyi Károly – Gábor Andor: Mágnás Miska... Mixi gróf
- Éric Charden – Guy Bontempelli: Mayflower... Szabó, gyógyfűvész
- Schönthan fivérek – Kellér Dezső – Horváth Jenő - Szenes Iván: A szabin nők elrablása... Kobak, iskolaszolga
- Szabó Magda – Hajdu Sándor: Sziget-kék... Harisnyás, kutya
- Szabó Magda: Régimódi történet... Alföldi úr
- Kálmán Imre: A Montmartre-i ibolya... Rotschild báró
- Kálmán Imre: Csárdáskirálynő... Mérő; Kiss, közjegyző
- Dale Wassermann – Mitch Leigh – Joe Darion: La Mancha lovagja... Tolvaj (Pedro, az öszvérhajcsárok vezére)
- Baj László: Macskalandor-o.k. ... Trapista professzor, egértudós
- Anthony Marriott – Alistair Foot: Csak semmi szexet kérem, angolok vagyunk!... Needham
- Dóczy Lajos: Csók... Fidelio, kincstartó
- Romhányi József - Fényes Szabolcs: Hamupipőke... XIII. Kétségbeesett Boldizsár, király
- Békeffi István: Janika... Fenek Jenő, író
- Reginald Rose: Tizenkét dühös ember... 12. esküdt
- Molnár Ferenc – Kocsák Tibor – Miklós Tibor: A vörös malom... Tanító
- Molnár Ferenc: A doktor úr... Földrajztanár
- Molnár Ferenc: Liliom... Kapitány
- Edmond Rostand: Cyrano de Bergerac... Idősebb tolvaj
- Hervé: Nebáncsvirág... Rendező
- Barta Lajos: Szerelem... Postás
- Fazekas Mihály - Schwajda György: Ludas Matyi... Döbrögi
- Alan Jay Lerner: My Fair Lady... Boxington lord, Hexton-i férfi
- Müller Péter : Búcsúelőadás... Bimbó, törpebohóc
- Tolcsvay László – Müller Péter – Bródy János: Doctor Herz... Gandhi
- Illyés Gyula – Litvai Nelli: Szélkötő kalamona... Király
- Dobozy Lajos: Tizedes meg a többiek... Erdész
- Dobozy Imre – Ránki György – Garai Gábor – Vajda Anikó – Vajda Katalin: Villa Negra... Paja
- Arthur Miller: A salemi boszorkányok... Francis Nurse
- Arthur Miller: Pillantás a hídról... Louis
- Eisemann Mihály – Zágon István – Somogyi Gyula: Fekete Péter... Fleuron, nyugdíjas altábornagy
- Eisemann Mihály – Zágon István – Nóti Károly: Hippolyt, a lakáj... Tóbiás
- Nagy Ignác: Tisztújítás... I. Köznemes
- Békés Pál – Várkonyi Mátyás: A félőlény... irodaszörny
- Bereményi Géza: Shakespeare királynője... Kempe, bohóc; II. Színész
- Alex Koenigsmark: Agyő, kedvesem!... Sechtl, tubás
- Várkonyi Mátyás: Ifipark... Pogácsa, Mr. Smallcake
- Friedrich Dürrenmatt: Az öreg hölgy látogatása... Koby
- Lázár Ervin: A kisfiú meg az oroszlánok... Porond Elek igazgató, az Altamero Cirkusz Igazgatója, kissé gonosz
- Terrence Mc Nally – David Yazbek: Alul semmi... Reg Willoughby
- Madách Imre: Az ember tragédiája... Első a népből; Második polgár; Második udvaronc;
- Huszka Jenő – Martos Ferenc: Bob Herceg... Gipsy, pék
- Huszka Jenő – Martos Ferenc: Gül baba... Zülfikár (főeunuch)
- Horváth Károly - Tömöry Péter: Canterbury mesék... Birtokos, Öregasszony, Gazda
- Kurt Weill – Bertolt Brecht: Koldusopera... III. Konferanszié
- Galt Macdermot – Gerome Ragni – James Rado: Hair... Bíró, Berger papa
- John Kander – Fred Ebb – Bob Fosse: Chicago... Bíró
- Georges Feydeau: A hülyéje... Igazgató
- Kacsóh Pongrác – Bakonyi Károly: János vitéz... A francia király
- Egressy Zoltán: Fafeye, a tenger ész... szereplő
- Háy János: Herner Ferike faterja... Rendőr
- Erich Kästner: Emil és a detektívek... Kästner
- Alexandre Dumas – Jean-Paul Sartre: Kean, a színész... Peter Patt (Ügyelő)
- Jaroslav Hašek – Spiró György: Svejk... Dr. Grünstein; Zillergut ezredes; Hadbíró őrnagy
- Nagy Tibor – Bradányi Iván – Pozsgai Zsolt: A kölyök... Ed (a menhely lakója); Freddy, Betty férje; Főpincér
- Nógrádi Gábor: Az anyu én vagyok!... Tata (tudós)
- Tasnádi István: Tranzit... Gnóm
- Fenyő Miklós – Tasnádi István: Made in Hungária... Bigali elvtárs (polifunkcionárius)
- Todd Strasser – Tasnádi István: A hullám... Koblényi Árpád (tanár úr)
- Gádor Béla – Tasnádi István: Othello Gyulaházán... Bablyák (tűzoltó)
- Tasnádi István: Közellenség... Ügyvéd; szomszéd
- Eisemann Mihály – Szilágyi László: Én és a kisöcsém... Végrehajtó
- Zerkovitz Béla – Szilágyi László: Csókos asszony... János, házmester; Salvatore főkomornyik
- Turbuly Lilla: Nekünk nyolc?... Tibi bácsi
- Sánta Ferenc: Az ötödik pecsét... 1.Pártszolgálatos
- Ray Cooney: Család ellen nincs orvosság... Rendőr őrmester
- Székely János: Caligula helytartója... Júdás
- Agatha Christie: ...és már senki sem!... Mr. Thomas Rogers
- Déry Tibor – Pós Sándor – Presser Gábor – Adamis Anna: Képzelt riport egy amerikai popfesztiválról... Marianne férje
- Tolcsvay László – Müller Péter Sziámi – Müller Péter: Isten pénze... Iskolamester
- Claude Magnier: Oscar... Nyikita, Vaszilij, Vladimir, sofőr
- Dés László – Nemes István – Koltai Róbert – Nógrádi Gábor: Sose halunk meg... Titkosrendőr; Kalauz
- Fodor László: Érettségi... Horváth
- Szüle Mihály – Harmath Imre – Walter László: Egy bolond százat csinál... Bankár
- Bacsó Péter – Hamvai Kornél: A tanú... Borbély
- Rideg Sándor: Indul a bakterház... Rozi apja
- Eric Toledano – Olivier Nakache – Molnár Anna – Perczel Enikő – Szabó Máté: Életrevalók... Antoine, kertész; Álláskereső

## Filmek, tv
- Tasnádi István: Közellenség (színházi előadás tv-felvétele) (2015)
- Sánta Ferenc: Az ötödik pecsét (színházi előadás tv-felvétele) (2016)
- Székely János: Caligula helytartója (színházi előadás tv-felvétele) (2018)